# Berndi Broter und der Kasten der Katastrophen
Berndi Broter und der Kasten der Katastrophen ist ein Spielfilm mit den Puppenfiguren Bernd das Brot, Chili das Schaf und Briegel der Busch des Kinderfernsehkanals KiKA. Dabei handelt es sich um eine Parodie auf die Harry-Potter-Reihe; die Handlung spielt insbesondere auf den ersten Teil (Harry Potter und der Stein der Weisen) an.

## Handlung
Bernd bekommt von einer Eule eine Einladung in die Blockharz Zauberschule überbracht. Er versucht, den Brief verschwinden zu lassen und die Einladung zu ignorieren, aber Chili und Briegel erfahren davon und beschließen sich zu dritt auf den Weg zu machen. Zuerst geht es in den Laden von Fritz dem lustigen Zauberkönig, wo sie sich mit den nötigen Zauberutensilien eindecken. Nach einem Umweg über die Karibik wegen eines Problems am Erfurter Hauptbahnhof treffen sie in der Zauberschule ein, wo sie auf den verwirrten Zauberlehrer Dumdidum treffen, der sie unterrichten soll. Bald bemerken sie, dass in der Schule jemand sein Unwesen treibt: Der, dessen Namen man nicht aussprechen kann, Lord Vlmzdtschwczcz, der auf der Suche nach einem magischen Amulett ist. Da es um die Weltherrschaft geht, stellen sich Bernd, Briegel und vor allem Chili der Herausforderung. Nach einem langen Kampf in den Kellergewölben des Schlosses kann Bernd den dunklen Zauberer besiegen, indem er ihn nach seinem Namen fragt. Dieser kann ihn jedoch selber nicht aussprechen, zerbricht schließlich – vor lauter Wut – seinen Zauberstab und wird deshalb in die Kerkerdimension (USS Bumblebee Bush) gebeamt. Am Ende versuchen auch Chili und Briegel den unaussprechlichen Namen zu sagen und Bernd verabschiedet den Zuschauer mit dem Satz: Nur zwei Menschen werden nicht wahnsinnig, wenn sie den Namen aussprechen wollen. Genau! Die, die schon wahnsinnig sind.

## Hintergrund
Bei Berndi Broter und der Kasten der Katastrophen handelt es sich um einen sogenannten Berndivent. Die erste Ausstrahlung erfolgte 2004 als Mehrteiler in der Serie Chili TV, als vollständiger Film erschien er am 29. Juli 2006 im KI.KA.

## DVD-Veröffentlichung
Zusätzlich zum Hauptfilm enthält die DVD weitere 38 Minuten Material, darunter die beiden Kurzfilme Geisterschloss und Halloween.

## Kritiken
„Hier kommen sowohl Harry-Potter-Fans wie auch Fans von Bernd dem Brot gleichermaßen auf ihre Kosten. Ein Film mit hohem Kultpotential: Anschauen!“